# Le Dieu fou
Le Dieu fou (titre original : The Mad God's Amulet)  est un roman de fantasy de l’écrivain britannique Michael Moorcock. Il est paru en 1968 puis a été traduit en français et publié en 1973. Ce roman est le deuxième tome de la série La Légende de Hawkmoon.

## Résumé
Le héros, Dorian Hawkmoon et ses amis ont de multiples aventures en revenant d’Orient vers la Kamarg. 
Ils rencontrent  le peuple des ombres. Ce dernier leur donne une machine qui leur permet de voyager dans le temps et l'espace grâce à une autre dimension. 
Le cavalier d'Or et de Jais aidera Dorian à délivrer Yisselda, enlevée à son père, le comte d’Airain. 
Les adversaires sont Huilliam d'Averc, tout d’abord partisan du Ténébreux empire, les pirates du Dieu-fou qui porte l'amulette rouge du bâton runique et toujours le baron Meliadus de Grandbretanne qui assiège la Kamarg.

## Analyse et commentaire
L’auteur a indiqué dans plusieurs interviews que les romans de ce cycle d’heroic fantasy avaient pour unique vocation de distraire leurs lecteurs.

## Prolongements
L’univers a inspiré le jeu de rôle : Hawkmoon.
En vue d’une adaptation télévisée, BBC Studios a acquis début 2019 les droits des quatre premiers romans de la série, soit Le Cycle du bâton runique qui comprend Le Joyau noir, Le Dieu fou, L'Épée de l'aurore et Le Secret des runes.